# Mtibwa Sugar FC
Mtibwa Sugar Football Club w skrócie Mtibwa Sugar FC – tanzański klub piłkarski grający w tanzańskiej pierwszej lidze, mający siedzibę w mieście Turiani.

## Sukcesy
- I liga[1]:
  - mistrzostwo (2): 1998/1999, 1999/2000

- Puchar Tanzanii[2]:
  - zwycięstwo (1):  2018

## Występy w afrykańskich pucharach
| Sezon     | Rozgrywki           | Runda   | Kraj              | Klub                        | Dom | Wyjazd | Dwumecz |
| --------- | ------------------- | ------- | ----------------- | --------------------------- | --- | ------ | ------- |
| 2000      | Puchar CAF          | 1       | Botswana          | Mochudi Centre Chiefs SC    | 3–0 | 2–1    | 5–1     |
| 2000      | Puchar CAF          | 2       | Kamerun           | Coton Sport FC de Garoua    | 0–1 | 0–2    | 0–3     |
| 2001      | Puchar CAF          | 1       | Etiopia           | Mebrat Hail                 | 2–1 | 0–1    | 2–2     |
| 2002      | Puchar CAF          | 1       | Mozambik          | Clube Ferroviário de Maputo | 0–0 | 1–1    | 1–1     |
| 2002      | Puchar CAF          | 2       | Madagaskar        | AS Adema                    | 2–1 | 0–1    | 2–2     |
| 2004      | Puchar Konfederacji | wstępna | Kenia             | Chemelil Sugar FC           | 2–1 | 2–0    | 4–1     |
| 2004      | Puchar Konfederacji | 1       | Południowa Afryka | Santos FC                   | 0–3 | 0–3    | 0–6     |
| 2018/2019 | Puchar Konfederacji | wstępna | Seszele           | Northern Dynamo FC          | 4–0 | 1–0    | 5–0     |
| 2018/2019 | Puchar Konfederacji | 1       | Uganda            | KCCA FC                     | 1–2 | 0–3    | 1–5     |

## Stadion
Domowe mecze klub rozgrywa na stadionie o nazwie Manungu Stadium w Turiani. Stadion może pomieścić 5000 widzów.

## Reprezentanci kraju grający w klubie od 2010 roku
Stan na styczeń 2023.
| - Twaha Mohamed Ali - Ame Ali Amour - Said Bahanuzi - Abdi Banda - Vicent Barnabas - Haruna Chanongo - Dickson Daudi - Hassan Saleh Dilunga - Kelvin Friday - Mohamed Mo Ibrahim - Hassan Isihaka - Awadh Juma Issa - Hussein Javu - Dickson Job - Ibrahim Rajab Juma - Mohammed Juma - Soud Abdallah Juma - Shaaban Hassan Kado - Salum Kanoni - Zuberi Katwila - Hassan Kessy - Nickson Kibabage - Shiza Kichuya - Pius Kisambale - Shabani Kisiga - Monja Liseki - David Luhende - Faustin Lukoo | - Juma Ally Luizio - Salum Machaku - Baraka Majogoro - Rashid Mandawa - Omary Matuta - Salim Mbonde - Stamili Mbonde - Mussa Hassan Mgosi - Yusuph Mgwao - Masoud Ali Mohamed - Said Mohamed - Abdulhamid Homoud Mohammed - Eleuter Mpepo - Julius Mrope - Abuutwalib Msheri - Deo Bonventure Munishi - Yona Mdabila - Shaban Nditi - Idrisa Rajabu - Issa Rashid - Kelvin Sabato - Henry Joseph Shindika - Kibwana Shomari - Salum Swedi - Andrew Vincent - Mzamiru Yassini - Boban Zirintusa |